# Henri LaBorde
Henri LaBorde   (San Francisco, 11 de setembre de 1909 - Portland, 16 de setembre de 1993) va ser un atleta estatunidenc, especialista en el llançament de disc, que va competir durant la dècada de 1930. El 1933 guanyà els títols de l'NCAA i IC4A.
El 1932 va prendre part en els Jocs Olímpics de Los Angeles, on va guanyar la medalla de plata en la prova del llançament de disc del programa programa d'atletisme.

## Millors marques
- Llançament de disc. 50,38 metres (1933)[1][2]